# Balog Sándor (iparművész)
Balog Sándor  textiltervező iparművész. 

## Életpályája
Balog Sándor 1966-ban diplomázott az Iparművészeti Főiskola textil szakán. 1975-ig megrendelésre dolgozott, szőnyegeket és falikárpitokat tervezett és kivitelezett. 1976-tól képi igénnyel megfogalmazott textilkárpitokat, textilgrafikákat készít minden méretben. Munkái közintézményekben is megtalálhatók.